# Dante Poli
Dante Eugenio Poli García (Arica, 15 de agosto de 1976) é um ex-futebolista chileno, que atuava como defensor.

## Carreira
Defendeu a Universidad Católica durante oito anos (1994-2002). Jogou também por Nueva Chicago, Skoda Xanthi e Unión Española.
Poli parou de jogar em 2005, no Puerto Rico Islanders, equipe portorriquenha que disputa a NASL, a segunda divisão dos EUA.

### Rejeição ao Man Utd
Poli, que disputou a Copa América de 1997, chegou a ser contratado pelo Manchester United (disputou inclusive alguns amistosos), mas, no último instante, acabou sendo persuadido por alguns amigos a permanecer na Universidad Católica, e o norueguês Henning Berg foi contratado, tirando de Poli a oportunidade de atuar em um grande centro futebolístico.